# Amphiura crassipes
Amphiura crassipes är en ormstjärneart som beskrevs av Ljungman 1867. Amphiura crassipes ingår i släktet Amphiura och familjen trådormstjärnor. Inga underarter finns listade i Catalogue of Life.